# Stara Świna

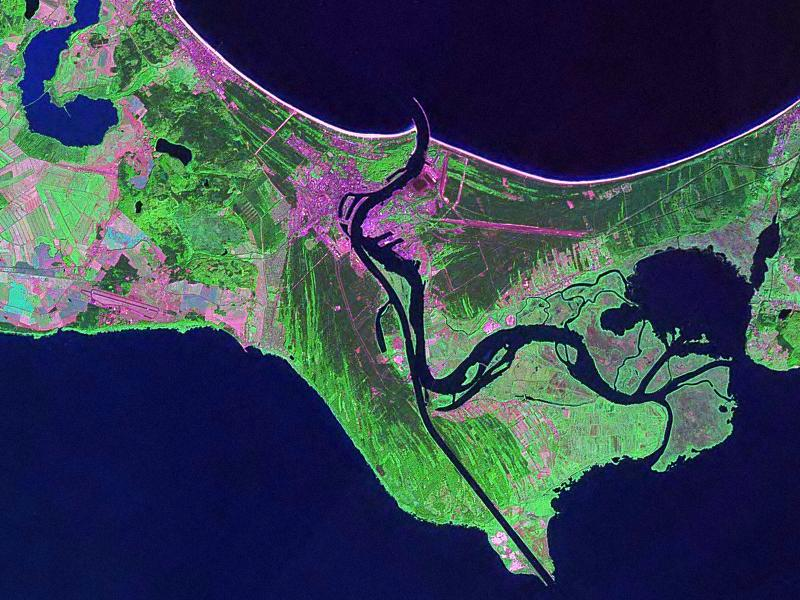
Zdjęcie satelitarne przedstawiające Świnę i okoliczne akweny

Stara Świna – południowa część cieśniny Świny oddzielająca dwie duże grupy wysp w obrębie Delty Świny. Administracyjnie znajduje w woj. zachodniopomorskim, w Świnoujściu. Obejmuje odcinek od pogranicza Zalewu Szczecińskiego i Wicka Wielkiego do ujścia Kanału Piastowskiego do Świny.
Stara Świna oddziela dwie grupy wysp: 
- Wolin, Wiszowa Kępa, Lądko, Wołcza Kępa, Warnie Kępy, Wydrza Kępa,
- Mały Krzek, Wielki Krzek, Karsibór, Karsiborska Kępa.

Od prawego brzegu Stara Świna jest połączona z następującymi ciekami: Młyński Rów, Gęsia, Kacza, Byczy Rów, Stara Głębia.
Od lewego brzegu Stara Świna jest połączona z: Pęga, Przecznica, Rzecki Nurt, Karwi Bród.
Część obszaru Starej Świny w pobliżu Wicka Wielkiego jest włączona do Wolińskiego Parku Narodowego. Tereny Starej Świny zostały objęte specjalnym obszarem ochrony siedlisk „Wolin i Uznam” oraz obszarem specjalnej ochrony ptaków „Delta Świny”.
Do 1945 r. stosowano niemiecką nazwę Alte Swine. W 1949 r. ustalono urzędowo polską nazwę Stara Świna.